# Tábor (České Budějovice)
Tábor bylo patrně označení gotické těžce opevněné bašty, součásti opevnění Českých Budějovic.

## Místní název
Oblast od Rabenštejnské věže směrem k ulicím Panská a Mlýnská byla dříve označována Na Táboře. Původ názvu se kronikářská zpráva snažila vysvětlit údajným pobitím Táborských (táborů) v tomto místě 8. června 1482. Historik Karel Pletzer tuto možnost nevylučoval, ale předkládal jako pravděpodobnější hypotézu, že zde byli zavražděni a oloupeni kupci z Tábora, kteří přijeli na letniční jarmark. Na dům, kde se událost měla odehrát, se mělo přenést označení Tábor.
Daniel Kovář předkládá vysvětlení související s hradební baštou, kterou v těchto místech zachytila Willenbergova veduta z roku 1602. Objekt na vedutě byl dříve mylně považován za předbraní Pražské brány, která je však zakreslena v jiné části veduty než bašta.

## Bašta
Mohutná pozdně gotická bašta uzavírala vnější prstenec hradeb poblíž místa, kde překlenoval Mlýnskou stoku a vnější příkop s potokem. Právě tato slabina mohla být důvodem existence bašty. Šlo o masivní, zřejmě polygonální stavbu vybavenou cimbuřím a arkýřovými věžičkami. Způsob zastřešení není patrný. Podobné těžce opevněné bašty vznikaly v českých městech v 15. století po vzoru městského opevnění v Táboře. Právě podle původu tohoto typu opevnění v některých případech přejímaly označení Tábor. Je možné, že právě podle označení bašty byl nazýván nejbližší dům v Panské ulici, který záznamy z roku 1541 označují jako Tábor nebo Na Táboře. Toto označení bylo používáno pro budovu na současné adrese Panská 174/7, který na konci roku 1586 vyhořel.